# 스테운스 클린트
스테운스 클린트(덴마크어: Stevns Klint)는 덴마크 셸란섬 스토레헤딩게 마을에서 남동쪽으로 6km 떨어진 곳에 위치한 백악 절벽이다. 해변을 따라 17km가량 뻗어 있는 이 절벽은 전세계 각지에 있는 지면 밖으로 노출된 백악기-제3기 경계층 구조 중에서도 최고로 꼽히기 때문에 지질학적 중요성이 크다. 잦은 침식으로 서서히 깎여나가며 지금의 모습을 갖추었으나 전체 높이는 40m에 달한다.
2014년 6월 23일, 스테운스 클린트는 바데 해와 함께 덴마크의 유네스코 세계유산 목록에 등재되었다.

## 지질
스테운스 클린트에서 드러나는 지층 범위는 최상층의 마스트리흐트절 (7,200~6,600만년 전)부터 최하층의 데인절 (6,600~6,200만년 전)까지이다. 이 중에서 수 센티미터 굵기에 불과한 검은색 어류 점토화석층이 있는데 이리듐이 발견되어 백악기-제3기 경계를 분명히 보여주고 있다. 이러한 지층은 스테운스포르테트 요새의 지하터널 속 깊은 곳에서도 찾아볼 수 있다. 절벽의 이끼벌레 백악화석층은 재래식 무기는 물론 핵무기 공격에도 충격을 견딜 수 있다.

## 그 외

### 냉전 박물관
2008년 스테운스 요새가 냉전박물관으로 이름을 바꿔 대중에게 공개되었다. 이곳은 군 장비 대규모 야외전시와 지하 요새 체계를 둘러보는 1시간 반짜리 가이드 투어로 이뤄져 있다. 총 1.6km 길이의 터널로 된 지하요새는 거주구역과 지휘본부로 나뉘며 병원과 예배실까지 갖춰 놓았다. 15cm 구경 요새포 두 문의 장전을 위한 보급창도 두곳씩 지어져 있다. 이 터널은 지면에서부터 18~20m 떨어진 지하에 있으며 스테운스 절벽의 백악을 깊이 파서 조성했다. 1953년에 비밀 요새로 지어졌으며 2000년까지 운영되었다고 전해진다.

### 호이에루프 교회

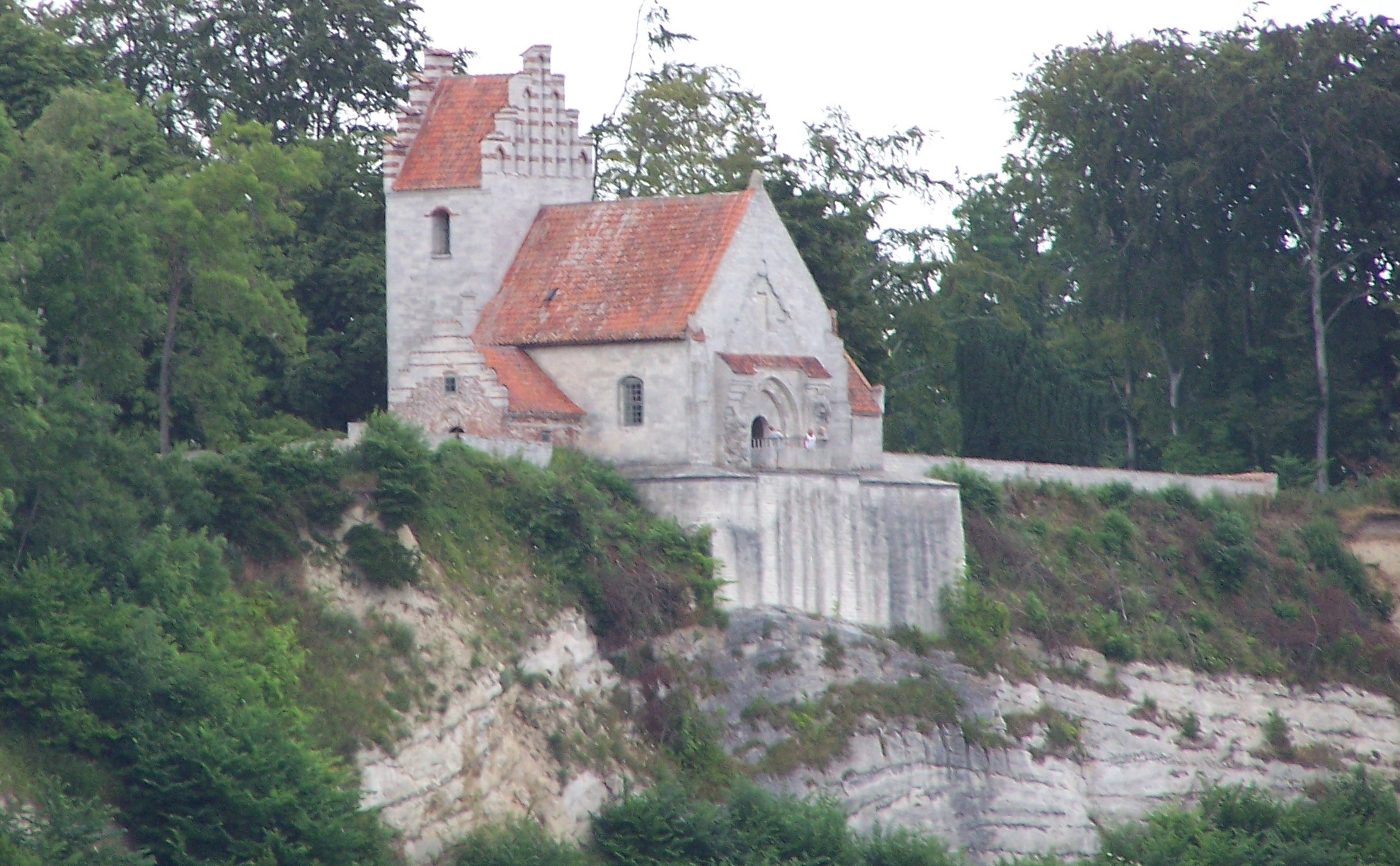
옛 호이에루프 교회

스테운스 절벽 위에는 옛 호이에루프 교회 (Højerup Gamle Kirke)가 서 있다. 서기 1200년경부터 있던 교회로, 오랜 세월 동안 절벽이 침식된 끝에 1928년 산사태로 교회의 강단부가 붕괴해 절벽 아래로 무너졌다. 때문에 지금은 교회 건물이 절벽 끝에 아슬아슬하게 매달린 모습이다. 교회의 계단을 통해 절벽 위로 올라갈 수 있으며, 1913년에 절벽에서 300m 떨어진 지점에 새 교회를 지었다.

## 같이 보기
- 묀스 클린트